# بازار عزیز کرمان
بازار عزیز کرمان مربوط به دوره قاجار است و در کرمان، خیابان شریعتی، کوچه ۲۱، بازار عزیز واقع شده و این اثر در تاریخ ۲۲ مرداد ۱۳۸۴ با شمارهٔ ثبت ۱۳۲۷۴ به‌عنوان یکی از آثار ملی ایران به ثبت رسیده است.
این بازار در شمالی‌‌ترین قسمت مجموعه بازارهای کرمان قرار دارد، و در جمعاً ۷۰ باب مغازه در این بازار مشغول خرید و فروش هستند،‌ از محل‌های اصلی خانقاه نعمت‌الهی است. این بازار تا نزدیكی دروازه گبری ادامه دارد.   